# Зграда Јавне берзе рада
Зграда Јавне берзе рада је један у низу успешно реализованих пројеката архитекте Александра Медведева у духу архитектуре модерне.

## Историја Јавне берзе
Институција јавне Берзе рада, као потпун нова, до тада непостојећа социјална институција, подразумевала је прихват придошлица са села, потенцијалних радника и радница, који су пристизали у градове у намери да добију посао у новим индустријским и занатским предузећима. У таквим институцијама им је превасходно обезбеђиван хигијенски до медицински третман, смештај и исхрана до тенутка запослења.
Инвеститор изградње биило је Министарство политике и народног здравља.

## Архитектура
Зграда Јавне берзе рада изграђена је по пројектима архитекте Александра Медведева на углу Масариковог кеја (данас Кеј Животе Ђошића) и Балканске улице. Пројекат је завршен 1936. године када је започела и изградња.
Објекат је са угаоном диспозицијом, у време када је пројектован био је спратности П+2, да би касније био дограђен још један спрат. Архитектура објекта је чиста "Модерна" са специфичним детаљима арх. Медведева као што су наглашена вертикала угаоног дела, наглашене бочне хоризонтале низа прозора са полукружним елементима, кружно решење угаоног улаза, крружни подест степеништа.
Полукружни фриз изнад улаза, са рељефним мотивима мушких и женских фигура детаљ је неуобичајен за овог аутора, који декорацију углавном своди на геометријске форме.
Три године од изградње Берзе рада у Нишу, по пројектима Медведева изграђене су објекти исте намене у Крушевцу и Бајиној Башти.